# Carlos Moura
Carlos Moura (Palmeira dos Índios, 15 de abril de 1950 – Salvador, 6 de junho de 2023) foi um cantor e compositor de música popular brasileira, conhecido pelos clássicos "Cometa Mambembe" e "Minha Sereia", uma homenagem à cidade de Maceió.

## Vida
Iniciou a carreira na década de 1970, em Maceió, quando integrou o conjunto "Os Bárbaros", cantando em matinês. Fez parte ainda do grupo "Vento", compondo e interpretando suas músicas.
Em 1980, muda-se para o Rio de Janeiro. e lá iniciou a carreira solo, com forte influência regional, gravando o LP "Reviravolta", no qual se destacou a canção "Minha Sereia".
O segundo LP do cantor, intitulado "Rosa de Sol" de 1982, lançado pelo selo Lança Discos e Edições Musicais, teve como destaque "Minha Sereia", que tornou-se o maior sucesso de sua carreira. Neste LP, ainda tivemos "Rosa de Sol", "Beijo de Planeta", "Um Alô Pro Moraes" e "Sete Léguas de Saudade" que também foram sucessos no verão de 1982.
Faleceu no dia 6 de junho de 2023 na cidade de Salvador, após complicações cardíacas.

## Discografia
- "Reviravolta" (1980)
- "Rosa de Sol" (1982)
- "Água de Cheiro" (1983)
- ”Uma Noite no Café Nice” (1987)
- "Carlos Moura Acústico"
- "Quebrando o Coco" (2003)